# Vita Nuova Holdings
Vita Nuova Holdings is een Brits bedrijf uit York dat technologie ontwikkelt voor ingebedde systemen en distributed computing. Vita Nuova Holdings is vooral bekend omwille van hun besturingssysteem Inferno. Ze verspreiden ook het Plan 9 from Bell Labs besturingssysteem.
Inferno is gebaseerd op Plan 9 en werd origineel ook ontwikkeld door Bell Labs. Maar in 2000 verkregen de oprichters van Vita Nuova Holdings de exclusieve rechten op het besturingssysteem Inferno.
De naam van het bedrijf komt van La Vita Nuova, een van de eerste werken van Dante Alighieri. Veel van de programma's ontwikkeld door Vita Nuova Holdings zijn vernoemd naar een van de werken van Dante, zo ook Inferno.